# Glyphostoma kihikihi
Glyphostoma kihikihi é uma espécie de gastrópode do gênero Glyphostoma, pertencente a família Conidae.